# 바람 숲의 헤리에타
바람 숲의 헤리에타는 김진의 1815 완간 후 발표된 외전으로 가풍대로 베를린의 육사 리히테르펠데에 입소한 지그문트이다. 1991년에 출판된 만화이다. 

## 설명
바람 숲의 헤리에타는 다음과 같은 줄거리로 이어지게 된다. 본가인 라인하르트 성은 아무도 살지않는다. 1815 14권에서 사빈 사망이다. 백작까지 모두 사망한 시점에서 모친은 모르핀 중독으로 인해 지그문트는 외가에 맡겨진 상태이다. 슈타인버그 남작가에 머무는 외가 식구들을 만나기 위해 주말이면 외출하는 지그문트는 남작영애 마르가리타에게 전해야하는 연애편지 심부름이 골치아프다. 마르가리타는 자신을 경애하는 그들을 어린애 취급하며 지그문트 역시 그렇게 대하는데(한살차이. 지그문트 16세), 마르가리타에게 정식혼담이 들어온다. 상대는 지그문트의 선배로 신분상승을 노리고 있는 카알이다. 기숙사 하녀 헤리에타와 연애질을 하고 있지만 불장난일뿐이라고 한다. 혼담이 가시화 되자 마르가리타는 지그문트에게 "네 성을 보고 싶어, 언젠가 저 문을 열고 들어가 보고 싶어'하며 마음을 보인다. 지그문트 역시 '내가 돌아가야 할 성에서 기다리고 있을 그녀를 생각하곤 했다'라는 독백으로 마음을 짐작하지만. 아직은 혼란스러워 장난으로 넘긴다. 마르가리타가 해준 바람의 신 제피로스를 짝사랑해 미쳐버렸다는 헤리에타의 옛이야기가 사실은 헤리에타가 전사한 연인을 기다리다 죽어간 이야기라는 것에 심난해진다. 감기에 걸려 기숙사로 돌아온 지그문트는 기숙사의 하녀 헤리에타에게 간호를 받으며 꿈을 꾼다. 꿈속의 마르가리타는 지그문트가 어른이 될때까지 기다려주겠다고 말한다. 꿈에서 깬 지그문트는 헤리에타가 카알과 연인이었고, 버려지는 중임을 알게된다. 카알에 대한 혐오감과 함께 뒤늦게 깨달은 자신의 마음에 북받쳐 카알과 주먹다짐을 벌인다. 깨닫기도 전에 끝나버린 첫사랑, 마르가리타의 결혼식 사열을 서게 된 지그문트는 아름다운 신부를 바라본다.

## 같이 보기
- 만화가
- 만화